# Dionysia Carmen Janssens
Dionysia Carmen Janssens, dite Carmen Dionyse, née le 19 mars 1921 à Gand et décédée le 1er octobre 2013 est une sculptrice et céramiste belge flamande.

## Biographie
Elle est membre de l'Académie internationale de la céramique (Genève), ancien professeur de la Koninklijke Academie voor Schone Kunsten (Gand) et du Provinciaal Hoger Instituut voor Kunstonderwijs (Hasselt).
Elle a produit une œuvre forte, inspirée, construite autour des figures emblématiques de la mythologie antique. Les bustes et les masques dominent largement ce panthéon. La diversité des expressions tient notamment à un travail très poussé des matières et des couleurs, obtenus par des superpositions d'émaux et des re-cuissons, une même pièce pouvant passer 2 à 10 fois au four.

## Prix
- Grand Prix Expo 58 (Bruxelles)
- Médaille d'Or (Prague)
- premier prix Ceramic Art of the World (Calgary,Canada)
- Maestra invita (Faenza,Italie)

## Distinctions
- Chevalier de l'ordre de la Couronne.
- Elle fut anoblie comme écuyère par le roi Albert II de Belgique en 1998[2].